# Paolo Fallai
Paolo Fallai (Velletri, 19 luglio 1959) è un giornalista, scrittore, autore televisivo, e teatrale italiano.

## Biografia
Nato in provincia di Roma, ha vissuto a lungo a Firenze dove ha cominciato la professione giornalistica presso la redazione dell'Agenzia ANSA. Per la stessa agenzia ha lavorato nella sede centrale romana e in quella di Genova come responsabile. Oggi lavora al Corriere della Sera, presso la redazione di Roma.
Nel 1985, in occasione del 40º anniversario della liberazione, pubblica con Paolo Paoletti, il libro La liberazione di Firenze, edito dagli enti locali di Firenze e dalla Regione Toscana.
Nel 1986 vince il premio "Barbi Colombini" per la migliore critica teatrale sugli spettacoli dei festival estivi.
Nel 1987, con la commedia La sindrome di San Rocco viene premiato al Festival internazionale degli Atti Unici di Arezzo.
Nel 1991 fonda a Firenze, insieme ad altri soci tra i quali Giorgio Albertazzi, Athina Cenci, Marco Mattolini, Sergio Jacquier, l'associazione culturale Palcoscenico Firenze. Nel 1991 scrive (con Marco Mattolini e Giorgio Albertazzi) lo spettacolo Lorenzo, diciamolo, non era bellissimo andato in scena al Teatro della Compagnia di Firenze con la partecipazione tra gli altri dello stesso Albertazzi, di Athina Cenci e Maurizio Micheli.
Nel 1992 scrive lo spettacolo Sogno di una notte di Capodanno andato in scena a Firenze con Flavio Bucci, Athina Cenci, Giorgio Albertazzi, Graziano Giusti e Lucia Poli.
	Nel 1993 collabora alla stesura del testo dell'opera per bambini Il gatto che scoprì l'America con musiche di Adriana Del Giudice, andata in scena in marzo al teatro Brancaccio di Roma e ripresa, nello stesso teatro nella primavera del 1994.
Nell'autunno 1993 è tra gli autori dei testi del programma televisivo Cielito Lindo, nove puntate trasmesse da Raitre, firmato tra gli altri da Sergio Staino e Michele Serra e condotto da Athina Cenci e Claudio Bisio.
Nel 1994 la commedia Ti sembra il momento di parlare d'amore? viene segnalata dal premio teatrale "Vallecorsi".
Nel 1996, con il romanzo per ragazzi L'arredatore dei sogni  vince il premio letterario "Laura Orvieto" per la letteratura per l'infanzia. Nell'aprile 1997 il romanzo L'arredatore dei sogni viene pubblicato dalla Arnoldo Mondadori Editore, nella collana "Junior più 10" con il titolo Le tre chiavi. Nel dicembre successivo il romanzo riceve una segnalazione di merito dal Premio Cento di letteratura per ragazzi.
Nell'ottobre 1997 per la casa editrice Mondadori, pubblica il Manuale del giovane giornalista.
Nel gennaio 1999 il romanzo Le tre chiavi viene pubblicato in Germania dalla casa editrice Beltz & Gelberg con il titolo Die Drei Schlussel. (ISBN 9783407783264) 
Nella primavera del 1999 pubblica per la nuova collana "Sassolini" della casa editrice Mondadori, un nuovo romanzo per ragazzi dal titolo Lo chiameremo Diciassette. L'anno successivo anche questo romanzo viene tradotto in tedesco dalla casa editrice Beltz & Gelberg col titolo Der Neue oder Www.Terrile.com. 
(ISBN 3407784104 / 3-407-78410-4) 
Sempre nel 1999, su commissione dell'Accademia musicale di Santa Cecilia, scrive il libretto d'opera per bambini Il gioco dei mostri, musiche di Nicola Sani e Lucio Gregoretti, che ha debuttato in prima assoluta al teatro Valle di Roma il 18 aprile dello stesso anno.
Nell'aprile 2007 per la casa editrice E/O ha pubblicato il romanzo Freni; questa opera narrativa ha vinto il premio Mondello, opera prima, ed è entrato nella terna dei finalisti del premio Viareggio, sempre nella sezione opera prima, premio che non è stato assegnato.
Nel 2008 l'atto unico Nella mia borsa non c'è campo ha debuttato al Festival di Ventotene, interpreti Paola Rinaldi e Francesca Fava, regia di Alessandro Berdini.
Sempre nel 2008 ha scritto la sceneggiatura di Emilia Galotti un film di 30 minuti diretto da Alessandro Berdini, presentato alle Giornate degli autori della Festa del cinema di Venezia. Interpretato tra gli altri da Elettra Mallaby, Alberto Di Stasio, Luigi Di Fiore, Paola Rinaldi, Daniele Griggio, il film ha vinto il “New York Short Film Festival”, il premio per la migliore regia ai Festival di Mar del Plata e Los Angeles e il premio quale migliore attore a Luigi Di Fiore al Festival cinematografico di Parigi.
Sulla base di un ulteriore approfondimento della riscrittura drammaturgica, con la regia di Alessandro Berdini, la versione teatrale di Emilia Galotti è andata in scena al teatro India di Roma dal 27 maggio al 5 giugno 2010.

## Opere
- La battaglia di Firenze  Firenze, Associazione intercomunale n. 10 Area fiorentina, 1985
- Manuale del giovane giornalista Milano, Mondadori, 1997, ISBN 978-88-04-52318-5
- Le tre chiavi Milano, Mondadori, 1997, ISBN 8804426152
- Lo chiameremo Diciassette Milano, Mondadori, 1999, ISBN 8804467509
- Freni Roma, Edizioni E/O, 2007, ISBN 978-88-7641-771-9
- Una trilogia d'amore con Alessandro Berdini Spoleto, E&S, 2014, ISBN 978-88-97276-54-8